# Gerd Brockmann
Gerd Brockmann (* 23. Januar 1951 in Hamburg) ist ein deutscher Politiker der SPD und Verwaltungsbeamter. Er war von 1993 bis 1999 Bürgermeister der Stadt Wedel.

## Leben
Brockmann studierte nach dem Abitur Volkswirtschaftslehre und promovierte in diesem Fach. Der Titel seiner 1981 an der Universität Hamburg angenommenen Doktorarbeit lautet „Auswirkungen der Gebietsreform im Bereich der Ausgabenpolitik der Gemeinden: empirische Untersuchungen am Beispiel des Landes Niedersachsen“. Von 1981 bis 1989 arbeitete er in Wolfsburg in der Stadtverwaltung als Berater in der Kämmerei, Geschäftsführer einer städtischen GmbH und Leiter des Amtes für Stadtentwicklungsplanung, anschließend war er als Beigeordneter und Stadtkämmerer in der Stadt Sankt Augustin tätig, ehe er im Juni 1993 Bürgermeister der Stadt Wedel wurde. Vom ersten Tag an sei in Wedel an seinem Stuhl gesägt worden, sagte Brockmann 2006 rückblickend. Nach seiner sechsjährigen Amtszeit unterlag er bei der Wahl 1999 dem parteilosen Kandidaten Diethart Kahlert.
Anschließend wurde Brockmann als Unternehmensberater tätig, lebte zunächst in Hamburg-Wilhelmsburg, dann in Buxtehude. 2006 trat er bei den Landratswahlen im Kreis Rotenburg an und verlor gegen den CDU-Kandidaten Hermann Luttmann.